# Joan Jonas
Joan Jonas (ur. 13 lipca 1936 w Nowym Jorku) – amerykańska artystka video art i performance, jej działalność w tych dziedzinach miała pionierski charakter. Aktywna od połowy lat 60. XX wieku. Po raz pierwszy użyła zapisu wideo w swoim performance z roku 1972 – Organic Honey’s Visual Telepathy. Jonas wykłada sztuki wizualne w Massachusetts Institute of Technology.

## Życiorys
Jonas studiowała rzeźbę i historię sztuki na Columbia University i Mount Holyoke College. Kształciła się także w tańcu pod okiem Trishi Brown w Boston Museum School.
Karierę w Nowym Jorku rozpoczęła jako rzeźbiarka. W 1968 jej zainteresowania skierowały się ku nowym obszarom sztuki: łączeniu performance z dźwiękami i przetworzonymi obrazami, umieszczone na zewnątrz w naturalnym i przemysłowym środowisku.
Pierwszą taką pracą Jonas jest Wind (Wiatr) – powstały w 1968 roku czarno-biały, niemy film przedstawiający grupę performerów poruszających się w surowym i wietrznym krajobrazie. Forma pracy przywodzi na myśl początki techniki filmowej, jednak zawartość wpisuje się w surowy minimalizm lat 60. Songdelay (1973) sfilmowany teleobiektywem i obiektywami szerokokątnymi czerpie z podróży artystki do Japonii, gdzie oglądała aktorów teatru nō.
W pracach stworzonych między 1972 a 1976 rokiem Jonas ograniczyła obsadę do samej siebie i wykreowała swoje alter-ego Organic Honey – „elektroniczną erotyczną uwodzicielkę”. W pracach pojawiał się też istotny rekwizyt – lustro – które symbolizowało autoportret, wyobrażenie, ciało, rzeczywistość kontra wyobraźnię, a czasem także dodawał element niebezpieczeństwa i niezbędną w pracach łączność z odbiorcami.
W Juniper Tree (1976) twórczyni ponownie opowiada baśń Braci Grimm o archetypowej złej macosze i jej rodzinie.
Prace Joan Jonas z lat 60–70. były przedstawiane po raz pierwszy wielu wpływowym artystom jej pokolenia, takim jak Richard Serra, Robert Smithson czy Laurie Anderson. Podczas gdy Jonas stała się znana szerokiej publiczności w Europie, w Stanach jej sztuka nie była aż tak rozpowszechniona.
Jako artystka Jonas wniosła ogromny wkład w świat sztuki wideo – bez wątpienia wiedząc jak posługiwać się tym medium, wyczerpująco wykorzystując jego specyfikę i próbując przełamać i reorganizować przestrzeń wideo.
Queens Museum of Art wystawiło pięć prac artystki, wystawa trwała od grudnia 2003 roku do marca 2004 roku i była to pierwsza duża wystawa prac Jonas w Nowym Jorku.
Niektóre z jej prac: Organic Honey’s Visual Telepathy (1972), The Juniper Tree (1976), Volcano Saga (1985), Revolted by the Thought of Known Places… (1992), Woman in the Well (1996/2000), Lines in the Sand (2002), The Shape, The Scent, The Feel of Things (2004).
W 2018 została wyróżniona Nagrodą Kioto w dziedzinie sztuki i filozofii.